# Aat (reina)
| aA · t |

| aA · t |

Aat ("La Grande") fue una antigua reina egipcia de la Dinastía XII. Probablemente, su nombre completo fuese: Jenemet-nefer-hedyet-aat. De todas las esposas de Amenemhat III (reinó aproximadamente emntre c. 1842 y 1795 a. C.), la arqueología moderna sólo reconoce con certeza su nombre.

## Tumba
Se la conoce sobre todo por su enterramiento en el interior de la pirámide de su marido en Dahshur, junto con otra reina cuyo nombre se ha perdido. Su cámara funeraria, se encuentra al oeste de la cámara de Amenemhat III, mientras que la otra cámara de la reina desconocida, se encuentra al este.
Aunque la tumba fue saqueada en la antigüedad, los arqueólogos encontraron su sarcófago de granito, una falsa puerta y una mesa de ofrendas junto con algunas piezas del ajuar funerario, como siete cuencos de alabastro en forma de pato, dos cabezas de maza, piezas de joyería y uno de los vasos canopos. Entre los objetos funerarios de la otra reina enterrada en la cámara contigua había cuencos de obsidiana y alabastro, dos cabezas de maza de granito y alabastro y algunas joyas. Aat puede que muriera con alrededor de 35 años de edad, la otra reina puede que tuviera unos 25 años.
Como esta pirámide presentaba defectos prematuros de construcción, fue finalmente abandonada como posible lugar de enterramiento del rey.

## Familia
Aat fue una de las muchas esposas de Amenemhat III y tiene la posibilidad de haber sido la madre de Neferusobek, la que llegaría a ser la primera mujer egipcia en ser reina-faraón, no como regente.

## Títulos
Sus nombres y títulos se conocen por los restos de una puerta falsa y una placa de ofrenda. Llevaba los títulos de:
- "Esposa del rey" (ḥmt-nsw).
- "Esposa de su amado rey" (amt-nsw mrt,f).
- "Miembro de la élite" (iryt-p‘t),
- "Unida a la corona blanca" (ẖnm.t nfr-ḥḏ.t).